# Valore intrinseco
Il valore intrinseco, in finanza, è il valore fondamentale di una società, rappresentata da un certo numero di azioni, determinato attraverso una valutazione il cui processo viene effettuato tramite l'analisi fondamentale.
Generalmente viene applicata alle società quotate per accertare la convenienza di un investimento.
La definizione differisce sostanzialmente dal valore di mercato, i cui attori sono appunto i partecipanti alla Borsa.
Il margine di sicurezza è la differenza tra il valore intrinseco di un'azione e il suo prezzo di mercato.
Quindi, la differenza tra il valore ritenuto equo e il prezzo al quale viene scambiato è detta margine di sicurezza.

## Benjamin Graham
Benjamin Graham, professore di economia, propone un metodo di valutazione delle aziende che si basa sull'analisi rigorosa delle attività e degli utili attuali, in antitesi al calcolo incerto sull'andamento degli utili futuri immaginato dai professionisti della finanza.
Nel 1949 nel libro intitolato Investitore intelligente si rivolge alla persona comune per far comprendere:

| Dicotomia | → | La differenza tra speculazione e investimento         |
| Obiettivo | → | L'investitore in azioni è proprietario di un business |
| Studio    | → | Come si valuta un'azienda                             |
| Prezzo    | → | L'acquisto con un margine di sicurezza                |
|           |   |                                                       |

## Valutazione
- L'analisi fondamentale si occupa di stabilire il prezzo corretto di un titolo in base alle caratteristiche economico-finanziarie dell'azienda.
- Ad esempio, per determinare il fair value, è necessario valutare la solidità patrimoniale.[2]

## Stima
- Il procedimento di calcolo consiste nel sommare i redditi futuri che l'attività genererà nel tempo.[3]
- Una stima che permette di ottenere il valore attuale.

## Formula
La formula per calcolare il valore effettivo di un titolo azionario è la seguente:
x = (CF1 / (1 + r) 1) + (CF2 / (1 + r) 2) + … + (CFn / (1 + r) n)

## Warren Buffett
Il grande imprenditore americano, da giovane, aveva i seguenti modelli da cui traeva ispirazione:
- il padre, che nel 1942 venne eletto al Congresso degli Stati Uniti.[4]
- Benjamin Graham, un professore che insegnava alla Columbia Business School.

Durante la sua permanenza alla Columbia University, Warren Buffett ebbe la fortuna di avere Benjamin Graham come insegnante e mentore. Il professore di economia aveva avuto successo perché era l'autore del libro The intelligent investor. In pratica gli trasmise la conoscenza del (value investing), un metodo per l'acquisto di titoli azionari al di sotto del loro reale valore.